# Vincenzo Serafino
Vincenzo Serafino (falecido em 1615) foi um prelado católico romano que serviu como bispo de Teano (1588–1615).

## Biografia
A 3 de outubro de 1588, Vincenzo Serafino foi nomeado Bispo de Teano durante o papado à Gregório XIII. No dia 7 de dezembro de 1588, foi consagrado bispo por Girolamo Bernerio, Bispo de Ascoli Piceno, tendo Fabio Biondi, Patriarca Titular de Jerusalém, e Giambattista de Benedictis, Bispo de Penne e Atri, servindo como co-consagradores. Serviu como bispo de Teano até à sua morte em 1615 em Ascoli Piceno, na Itália.